# Mara (kommunhuvudort i Spanien, Aragonien, Provincia de Zaragoza, lat 41,29, long -1,52)
Mara är en kommunhuvudort i Spanien.   Den ligger i provinsen Provincia de Zaragoza och regionen Aragonien, i den nordöstra delen av landet, 210 km nordost om huvudstaden Madrid. Mara ligger 697 meter över havet och antalet invånare är 194.
Terrängen runt Mara är kuperad. Runt Mara är det mycket glesbefolkat, med 7 invånare per kvadratkilometer. Närmaste större samhälle är Calatayud, 12,6 km nordväst om Mara. Omgivningarna runt Mara är i huvudsak ett öppet busklandskap.